# 新潟工科大学
新潟工科大学（にいがたこうかだいがく、英語: Niigata Institute of Technology）は、新潟県柏崎市藤橋1719に本部を置く日本の私立大学。1994年創立、1995年大学設置。

## 概要
「企業がつくったものづくり大学」をキャッチコピーとしている。
1990年（平成2年）5月、北越製紙、内田製作所（現・コロナ）、日本精機、ツインバード工業（現・ツインバード）などの県内有力メーカー12社が集まり、大学設立に向け同盟会を発足させると発表した。その後同年9月に「新潟工科大学設立同盟会」が北越工業社長の石田政雄を会長とし、200社を超える企業が加盟する形で設立されたことに始まる。その後、企業と県・市町村、そして一般市民の寄附により「新潟工科大学」が開学した。開学後は設立同盟会を発展的に解散したが、この同盟会の活動は新設された「新潟工科大学産学交流会」が引き継ぐ形となり、現在は大学の後援団体となっている。
キャンパスは柏崎市の「柏崎学園ゾーン」と呼ばれる丘陵地帯に設置されたが、設置場所が決定するまでは新津市や弥彦村、新潟市など県内各地で誘致合戦が繰り広げられていた。

## 沿革
- 1990年9月 - 新潟工科大学設立同盟会設立。
- 1992年12月 - 財団法人新潟工科大学設立準備財団設立。
- 1994年12月 - 学校法人新潟工科大学設立。
- 1995年3月 - 校舎等建物完成
- 1995年4月 - 新潟工科大学開学（工学部：機械制御システム工学科、情報電子工学科、物質生物システム工学科、建築学科）。
- 1996年10月 - 中国：哈爾濱（ハルビン）理工大学と学術交流に関する覚書締結。
- 1998年
  - 3月 - 韓国：建国大学校工科大学と学術交流に関する覚書締結。
  - 10月 - 地域産学交流センター開設。
- 1999年
  - 3月 - 同窓会設立。
  - 4月 - 大学院工学研究科修士課程設置（高度生産システム工学専攻、自然・社会環境システム工学専攻）。
- 2000年1月 - 新潟産業大学との単位互換協定締結。
- 2001年
  - 3月 - 大学院棟完成。
  - 4月 - 大学院工学研究科博士後期課程設置（生産開発工学専攻）。
- 2002年9月 - 博士（工学）学位第1号授与。
- 2005年11月 - 中国：哈爾濱（ハルビン）理工大学と学術交流協定調印。
- 2007年4月 - 学習支援センター（現・教育センター）開設。
- 2008年
  - 3月 - 講義棟、福利厚生棟完成。
  - 4月 - 物質生物システム工学科を環境科学科へ改組。
- 2009年
  - 5月 - 柏崎市・新潟産業大学と連携協定締結。
  - 11月 - 上越市と「ものづくり支援パートナー協定」締結。
  - 12月 - 「原子力耐震・構造研究拠点」発足。
- 2010年
  - 2月 - 長岡造形大学との単位互換協定締結。
  - 3月 - 長岡技術科学大学との単位互換協定締結。
  - 7月 - 新潟大学工学部との単位互換協定締結。
  - 8月 - モンゴル：モンゴル科学技術大学と学術交流協定調印。
  - 11月 - 原子力耐震・構造研究センター完成。
- 2012年
  - 4月 - 大学院博士前期課程2専攻を1専攻に改組（工学研究科 生産開発工学専攻）。
  - 9月 - モンゴル：モンゴル科学技術大学と学術交流に関する覚書締結。
  - 11月 - 滋養・薬効研究センター（現・食品機能開発研究センター）開設。
- 2013年4月 - キャリアセンター、原子力安全・安心創造センター開設。
- 2015年
  - 3月 - 刈羽村・新潟産業大学と連携協定締結。
  - 4月 - 工学部4学科を工学科1学科へ改組。（工学部 工学科）。
- 2016年7月 - 柏崎信用金庫と連携協定締結。
- 2017年
  - 1月 - 上越教育大学と連携協定締結。
  - 6月 - 新潟工業短期大学と連携協定締結。
- 2018年
  - 1月 - 風・流体工学研究センター開設。
  - 1月 - ドイツ：オットーフォンゲーリック大学マグデブルクと学術交流協定締結。
  - 3月 - ものづくり工作センター開設。
  - 7月 - 糸魚川市と連携協定締結。
  - 8月 - アメリカ：フロリダ国際大学と学術交流に関する覚書締結。
  - 8月 - ブルガリア：ソフィア技術大学と学術交流に関する協定締結。
  - 11月 - 佐渡市とパートナー協定締結。
  - 12月 - タイ：カセサート大学と学術交流協定締結。
- 2019年
  - 4月 - 情報センター開設。
  - 5月 - メキシコ：メキシコ国立工科大学ラグナキャンパスと学術交流協定締結。
  - 7月 - スロベニア：リュブリャナ大学と学術交流協定締結。
  - 9月 - 神奈川工科大学と連携協定締結。
  - 12月 - イタリア：カンパニア大学ルイジ・ヴァンヴィテッリと学術交流協定締結。
  - 12月 - 風・流体工学研究センターと新潟大学災害・復興科学研究所との連携協定締結。
- 2020年
  - 7月 - 燕市と包括連携協定締結。
  - 8月 - 南魚沼市と包括連携協定締結。
  - 11月 - 魚沼市と包括連携協定締結。
- 2021年
  - 3月 - 風・流体工学研究センターと東京工芸大学風工学研究センターとの連携協定締結。
  - 3月 - 小千谷市と包括連携協定締結。
  - 8月 - 風・流体工学研究センターと国立研究開発法人防災科学技術研究所 雪氷防災研究センターとの連携協定締結。
- 2022年
  - 4月 - 地域安全・安心研究センター開設。
  - 11月 - 風・流体工学研究センターと公益社団法人中越防災安全推進機構との連携協定締結。
  - 12月 - 柏崎市・柏崎商工会議所との連携協定締結。
- 2023年
  - 3月 - フィールド・ロボティクス研究室 ドローン性能評価研究試験場完成。

## 学部・学科
2022年度入学生から
- 工学部
  - 工学科（4学系7コース）
    - 機械システム学系
      - 先進製造コース
      - ロボット・システム制御コース

    - 電子情報学系
      - 電気電子コース
      - 知能情報通信コース

    - 食品・環境化学系
      - 食品・環境化学コース

    - 建築都市学系
      - 建築コース
      - 都市防災コース

2019～2021年度入学生まで
- 工学部
  - 工学科（3学系8コース）
    - 機械・素材・食品学系
      - 先進製造コース
      - 素材科学コース
      - 食品工学コース

    - 知能機械・情報通信学系
      - ロボティクスコース
      - 情報通信コース
      - 医療福祉工学コース

    - 建築・都市環境学系
      - 建築コース
      - 都市防災コース

2015～2018年度入学生まで
- 工学部
  - 工学科（3学系8コース）
    - 機械・素材科学系
      - 先進製造コース
      - シミュレーションコース
      - 化学バイオコース

    - 知能機械・情報通信学系
      - ロボティクスコース
      - 情報通信コース
      - 医療福祉工学コース

    - 建築・都市環境学系
      - 建築コース
      - 都市環境エネルギーコース

2008～2014年度入学生まで
- 工学部
  - 機械制御システム工学科
  - 情報電子工学科
  - 環境科学科
  - 建築学科

1995～2007年度入学生まで
- 工学部
  - 機械制御システム工学科
  - 情報電子工学科
  - 物質生物システム工学科
  - 建築学科

## 大学院
2012年度入学生から
- 工学研究科
  - 博士前期課程
    - 生産開発工学専攻

  - 博士後期課程
    - 生産開発工学専攻

2011年度入学生まで
- 工学研究科
  - 博士前期課程
    - 高度生産システム工学専攻
    - 自然・社会環境システム工学専攻

  - 博士後期課程
    - 生産開発工学専攻

## 基礎データ

### 所在地
〒945-1195 新潟県柏崎市藤橋1719番地 （北緯37度20分21秒 東経138度34分44秒 / 北緯37.33917度 東経138.57889度） 

### 附属機関・支援組織
- 附属図書館
- 教育センター
- ものづくり工作センター
- 情報センター
- 地域産学交流センター
- 新潟工科大学産学交流会
- 新潟工科大学同窓会

### 主な研究施設
- 風・流体工学研究センター
- 食品機能開発研究センター
- 原子力安全・安心創造センター
- フィールドロボティクス研究室 ドローン性能評価研究試験場

### 交通アクセス
公共交通
- JR信越本線、越後線「柏崎駅」より越後交通路線バス利用[6]。一部便は申請すれば無料となる措置が取られる[7]。
  - 駅南口から「新潟産業大学線」乗車（所要約15分）、「新潟工科大学」下車。
  - 駅前から「久米線」乗車（所要約20分）、「新潟工科大学入口」下車。
- このほか、三条市・長岡市方面からの無料スクールバスが運行されている[7]。2002年頃には新潟駅南口からの有料通学バスが1日1往復運行されていた[8]。また、高速バスの上方バスストップおよび柏崎バスストップから大学までの無料スクールバスが運行されていた時期もあった[9]。

車
- 北陸自動車道柏崎ICより約10分。

### 象徴
- シンボルマークの中心に描かれた二重のアーチは、科学技術と結びつきの深い「宇宙」と「人類の英知」を表現している。上方に伸びる3本のライン（トリオライン）は、大学が学術を通して貢献していくべき「地域」「日本」「世界」と、教育の柱ともいえる「人間性」「創造性」「向上心」を表している。これらが一体となって、大空に向かって大きくひきしぼられた弓のかたちに見えるようになっている。シンボルマークは、新潟工科大学の理念を体現するとともに、大学と学生の高いアンビションを象徴するものである。
- 新潟工科大学のシンボルカラーは、日本海の藍と、聡明な頭脳を表す、明るく鮮やかな青藍色である。

## 教育・研究
- 採択事業
  - 私立大学研究ブランディング事業（「文部科学省、平成29年度採択）
    - 本学が開学以来続けてきた、大型風洞装置や数値解析技術を用いての地域の「風」の問題に着目した独自性の高い研究を基盤とし、工業製品の流体力学的性能から、耐風、ビル風、風力発電まで、ものづくりの様々な局面においてかかわる地域（地元企業、自治体等）の「風」の課題を解決する実践型研究と人材育成体制を確立する。

  - 大学教育再生加速プログラム（文部科学省、平成26年度採択）
    - 大学独自のシステムにより、学修成果の可視化を基軸とした「学修目標・キャリアプラン→学び→学修成果の可視化→面談（きめ細かい学生指導）→学修計画の改善」という学生の学びに関するループと「3つのポリシーを基本とした教育目標・教育計画（シラバス）→教育→学修成果の可視化→FD、FSD（評価）→教育計画・教育方法の改善」と言う大学全体の教学マネジメントのループの２つの改善ループを構築し、教育改革を実行することを事業の柱としている。

  - 私立大学等教育研究活性化整備事業（文部科学省、平成26年度採択）
    - 地域で活躍する中核人材の育成にあたり、学生の主体的な学びを引き出すため、及び社会人の学び直しや生涯学習のプログラムを構築するための映像配信システムを整備する。アクティブラーニングの積極的な導入と効率的実施によって学修効果を上げ、地域社会が求めるコミュニケーション力を兼ね備えた技術者を育成する。

  - 戦略的基盤技術高度化支援事業（経済産業省、平成26年度採択）
    - 公益財団法人新潟市産業振興財団（新潟IPC財団）が中核機関となる「VOC排出量削減と塗装コスト削減を同時に実現する『泡と微生物を利用したVOC高効率捕集・高分解塗装ブース』の開発」において、「泡の捕集」の泡の処理や「微生物による分解」の効率化等を担当する。導入コスト、汎用性で優位性を持たせることに加え、消費電力を従来比1/2以内とし塗装コストの削減を実現することが期待できる。

  - 医工連携事業化推進事業（経済産業省、平成26年度採択）
    - 公益財団法人にいがた産業創造機構が中核機関となる「機械的強度と弾性率を部位毎に最適化させた新素材活用による新たな人工股関節ステムの開発と事業化」において、機械的強度の生体力学解析を担当する。新素材である生体毒性のないTi-Nb-Sn系のチタン合金を用いて、機械的強度と弾性率を部位毎に最適化する傾斜機能を持った人工股関節ステムの開発を行い、臨床評価を経て、上市を目指す。

  - 原子力施設等防災対策等委託費事業（経済産業省、平成26年度採択）
    - 地震及び津波に関する原子力リスク情報に関するアンケート・ヒアリング調査とその分析、地震及び津波に関する原子力リスク情報を分かりやすく説明するための手引きの整備、国内外の最新知見収集、研究者等へのヒアリング等により、地震及び津波による原子力リスク情報の分かりやすい説明技法の整備を行う。

  - 安全性向上評価に向けた経年変化を考慮した配管の耐震性評価手法の高度化に係る調査・研究事業（経済産業省、平成26年度採択）
    - 実際に発生した地震動（観測地震動）等に対する配管系の耐震性の実耐力を把握すると共に、その経年変化が耐震性の実耐力に与える影響や影響評価方法について基礎的研究を通じ把握することを目的に、地震時損傷に係る検討を行う。

  - 環境研究総合推進費（環境省、平成26年度採択）
    - 環境省の平成26年度環境研究総合推進費（水銀の全球多媒体モデル構築と海洋生物への移行予測に関する研究）課題のうち、大気中水銀の連続観測によるモデル検証を新潟工科大学において共同研究として実施する。大気中形態別水銀の連続観測及び沈着量調査を国内で実施し、モデルの大気検証データを得て、また観測手法を確立する。具体的には、データの少ない地域における形態別大気・沈着観測を進め、モデル予測結果の検証の基礎とすることを目的とする。

## キャンパスライフ
- 学生団体・活動
  - 学友会：自立的で明るく充実した学生生活を実践し、明るい人間力を備えた学生づくりを推進することを目的とする。クラブ、サークルの統括、学内外イベントへの参加など、学生活動の中心的な役割を担う。:体育館・グラウンド・テニスコート・ゲストハウス・学生駐車場
  - 環境推進学生会：学内外での美化活動や植樹、他大学との交流など、環境やエコに関する活動を行っている。
  - クラブ、サークル：運動系、文科系など様々な団体がある。工学系大学らしくロボット、自動車やデザイン関係の活動が活発。

- 主なイベント
  - 新入生歓迎会（4月）：入学後、柏崎市民の有志により、新潟産業大学と合同で開催。運営には学生も参加している。
  - 新入生オリエンテーション合宿（4月）：レクリエーションなどを通じて交流を深め、大学生活をスムーズにスタートするための合宿を1泊2日で実施している。
  - 女子学生交流会（4月）：新入生を受け入れ親睦を深める機会として、在学生有志が中心となって女子会を開催している。
  - 工科大祭（6月）:学園祭実行委員の学生が中心となり、様々な団体が模擬店、ライブコンサート、研究報告会、展示会などを行う。一般市民も来場して大いに賑わう。
  - 青少年のための科学の祭典（6月、11月）：小学生向けの実験体験を行う地域イベントを、学内で複数回実施している。学生も子どもたちの指導にあたっている。
  - スポーツ大会：学友会主催で春と秋を中心に不定期で実施。サークルや研究室でチームを組み、フットサルやバレーボールなどで熱戦を繰り広げる。

## 対外関係

### 他大学等との協定

#### 国内大学
- 新潟大学工学部
- 長岡技術科学大学
- 上越教育大学
- 長岡造形大学
- 新潟産業大学
- 新潟工業短期大学
- 神奈川工科大学
- 新潟大学災害・復興科学研究所（風・流体工学センター）
- 東京工芸大学風工学研究センター（風・流体工学センター）

#### 海外大学
- 建国大学校工科大学（韓国）
- 哈爾濱理工大学（中国語版）（中国）
- モンゴル科学技術大学（モンゴル）
- オットーフォンゲーリック大学マグデブルク（ドイツ）
- フロリダ国際大学（アメリカ）
- ソフィア技術大学（ブルガリア）
- カセサート大学（タイ）
- メキシコ国立工科大学ラグナキャンパス（メキシコ）
- リュブリャナ大学（スロベニア）
- カンパニア大学ルイジ・ヴァンヴィテッリ（イタリア）

### 自治体
- 柏崎市
- 上越市
- 刈羽村
- 糸魚川市
- 佐渡市
- 燕市
- 南魚沼市
- 魚沼市
- 小千谷市

### 企業等
- 柏崎信用金庫
- 柏崎商工会議所